# Washington Redskins 2014
La stagione 2014 dei Washington Redskins è stata la 83ª della franchigia nella National Football League e la 77ª a Washington. La squadra vinse una gara in più della stagione precedente terminando con un record di 4-12 nella prima stagione del capo-allenatore Jay Gruden.

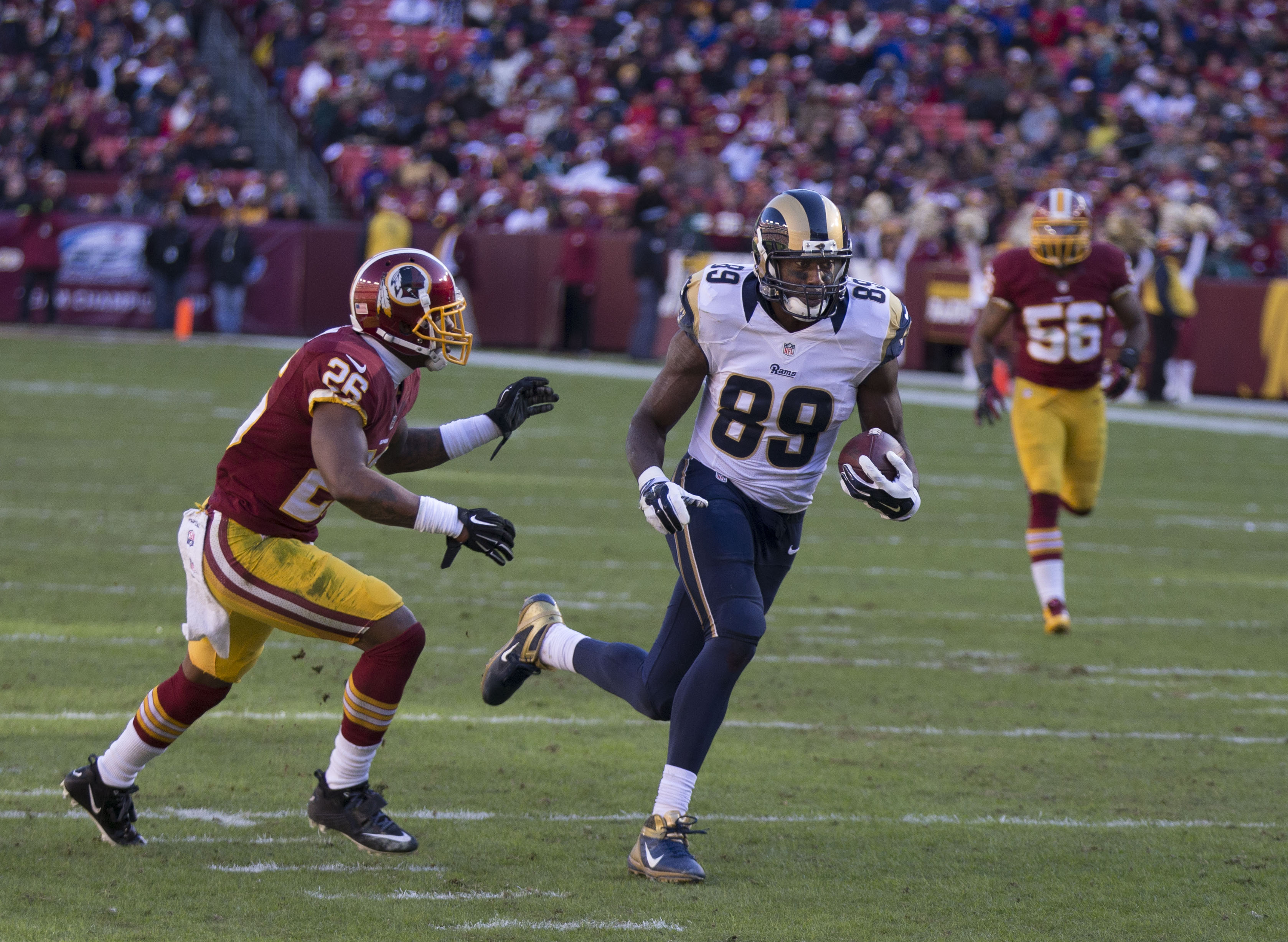
La gara contro i Rams del 7 dicembre

## Roster
| Roster dei Washington Redskins nel 2014 |
| --- |
| Quarterback - 8 Kirk Cousins - 10 Robert Griffin III Running Back - 29 Roy Helu - 46 Alfred Morris - 32 Silas Redd - 37 Chris Thompson - 36 Darrel Young FB Wide Receiver - 88 Pierre Garçon - 14 Ryan Grant - 85 Leonard Hankerson - 11 DeSean Jackson - 89 Santana Moss - 12 Andre Roberts RS Tight End - 84 Niles Paul - 82 Logan Paulsen - 86 Jordan Reed Offensive Linemen - 66 Chris Chester G - 68 Tom Compton T - 69 Rishaw Johnson G - 77 Shawn Lauvao G - 67 Josh LeRibeus G/C - 78 Kory Lichtensteiger C - 60 Spencer Long G - 74 Tyler Polumbus T - 71 Trent Williams T Defensive Linemen - 92 Chris Baker DE/NT - 72 Stephen Bowen DE - 96 Barry Cofield NT - 64 Kedric Golston DE - 99 Jarvis Jenkins DE - 73 Frank Kearse DE - 79 Travian Robertson NT Linebacker - 90 Steve Beauharnais ILB - 51 Will Compton ILB - 58 Ja'Gared Davis OLB - 53 Jackson Jeffcoat OLB - 91 Ryan Kerrigan OLB - 50 Gabe Miller OLB - 56 Perry Riley ILB - 52 Keenan Robinson ILB - 54 Trevardo Williams OLB Defensive Back - 39 David Amerson CB - 30 E.J. Biggers CB - 26 Bashaud Breeland CB - 25 Ryan Clark FS - 47 Akeem Davis SS - 40 Kenny Okoro CB - 34 Trenton Robinson FS - 38 Justin Rogers CB - 41 Phillip Thomas SS Special Team - 2 Kai Forbath K - 57 Nick Sundberg LS - 5 Tress Way P Lista delle riserve - -- Courtney Bridget CB (IR) - 23 DeAngelo Hall CB (IR) - 97 Jason Hatcher DE (IR) - 55 Adam Hayward ILB (IR) - 35 Duke Ihenacho SS (IR) - -- Tanard Jackson FS (Sospeso) - 16 Colt McCoy QB (IR) - 31 Brandon Meriweather SS (IR) - 76 Morgan Moses OT (IR) - 93 Trent Murphy OLB (IR) - 95 Chris Neild NT (IR) - 98 Brian Orakpo OLB (IR) - 22 Tracy Porter CB (IR) - -- Jerry Rice Jr. WR (IR) Squadra di allenamento - 94 Isaako Aaitui DT - 61 Edawn Coughman OT - 83 Chase Dixon TE - 87 Je'Ron Hamm TE - 45 Michael Hill RB - 11 Colin Lockett WR - 19 Rashad Ross WR - 62 Tevita Stevens C/G - 75 Robert Thomas NT - 37 Trey Wolfe CB |
| Legenda - I rookie sono in corsivo. - Il primo ruolo è il principale mentre gli eventuali successivi indicano i ruoli secondari. - (IR) sta per Injured Reserve ed indica la lista ristretta per un solo giocatore infortunato che può tornare ad allenarsi dopo la settimana 6 e a rientrare in prima squadra dopo che questa ha giocato 8 partite. - (NF-Inj.) / (NF-Ill.) stanno rispettivamente per Non-Football Injured e Non-Football Illness ed indicano le liste dove viene inserito un giocatore che ha un infortunio o una malattia non dipendente dal football americano. - (PUP) sta per Physically Unable to Perform ed indica la lista dove viene inserito un giocatore mentre è in attesa di recuperare la condizione fisica. Nella stagione regolare dopo la sesta partita giocata dalla propria squadra, il giocatore ha tempo tre settimane per riprendere ad allenarsi, più tre settimane aggiuntive dal suo rientro agli allenamenti per rientrare in prima squadra. |

## Calendario
| Stagione regolare |                    |                        |                    |                    |                               |                    |
| Turno             | Data               | Avversario             | Risultato          | Record             | Stadio                        | Sintesi            |
| 1                 | 7 settembre        | at Houston Texans      | S 6–17             | 0–1                | NRG Stadium                   | Recap              |
| 2                 | 14 settembre       | Jacksonville Jaguars   | V 41–10            | 1–1                | FedExField                    | Recap              |
| 3                 | 21 settembre       | at Philadelphia Eagles | S 34–37            | 1–2                | Lincoln Financial Field       | Recap              |
| 4                 | 25 settembre       | New York Giants        | S 14–45            | 1–3                | FedExField                    | Recap              |
| 5                 | 6 ottobre          | Seattle Seahawks       | S 17–27            | 1–4                | FedExField                    | Recap              |
| 6                 | 12 ottobre         | at Arizona Cardinals   | S 20–30            | 1–5                | University of Phoenix Stadium | Recap              |
| 7                 | 19 ottobre         | Tennessee Titans       | V 19–17            | 2–5                | FedExField                    | Recap              |
| 8                 | 27 ottobre         | at Dallas Cowboys      | V 20–17 (dts)      | 3–5                | AT&T Stadium                  | Recap              |
| 9                 | 2 novembre         | at Minnesota Vikings   | S 26–29            | 3–6                | TCF Bank Stadium              | Recap              |
| 10                | Settimana di pausa | Settimana di pausa     | Settimana di pausa | Settimana di pausa | Settimana di pausa            | Settimana di pausa |
| 11                | 16 novembre        | Tampa Bay Buccaneers   | S 7–27             | 3–7                | FedExField                    | Recap              |
| 12                | 23 novembre        | at San Francisco 49ers | S 13–17            | 3–8                | Levi's Stadium                | Recap              |
| 13                | 30 novembre        | at Indianapolis Colts  | S 27–49            | 3–9                | Lucas Oil Stadium             | Recap              |
| 14                | 7 dicembre         | St. Louis Rams         | S 0–24             | 3–10               | FedExField                    | Recap              |
| 15                | 14 dicembre        | at New York Giants     | S 13–24            | 3–11               | MetLife Stadium               | Recap              |
| 16                | 20 dicembre        | Philadelphia Eagles    | V 27–24            | 4–11               | FedExField                    | Recap              |
| 17                | 28 dicembre        | Dallas Cowboys         | S 17–44            | 4–12               | FedExField                    | Recap              |

Note: gli avversari della propria division sono in grassetto.

## Classifiche
| NFC East            |    |    |   |      |     |      |     |     |     |
|                     | V  | S  | P | %    | DIV | CONF | PF  | PS  | STR |
| (3) Dallas Cowboys  | 12 | 4  | 0 | .750 | 4–2 | 8–4  | 467 | 352 | V4  |
| Philadelphia Eagles | 10 | 6  | 0 | .625 | 4–2 | 6–6  | 474 | 400 | V1  |
| New York Giants     | 6  | 10 | 0 | .375 | 2–4 | 4–8  | 380 | 400 | S1  |
| Washington Redskins | 4  | 12 | 0 | .250 | 2–4 | 2–10 | 301 | 438 | S1  |